# 北奧達爾
北奧達爾（挪威語：Nord-Odal）是挪威的一個市镇，位於内陆郡，行政中心为桑村。市镇面积为508平方公里，人口数量为5,073人（2005年），人口密度为每平方公里11人。